# Leptocometes nubilus
Leptocometes nubilus är en skalbaggsart som först beskrevs av Julius Melzer 1935.  Leptocometes nubilus ingår i släktet Leptocometes och familjen långhorningar. Inga underarter finns listade i Catalogue of Life.